# EG-Fahrzeugklasse L7e
Die EG-Fahrzeugklasse L7e ist eine Fahrzeugklasse von vierrädrigen Kraftfahrzeugen, die mit einer Leermasse bis 450 kg (bis 600 kg für Güterbeförderung) ohne Batterien bei Elektrofahrzeugen und max. Nutzleistung bis zu 15 kW unterwegs sein dürfen. Es handelt sich hier um eine Unterklasse der EG-Fahrzeugklasse L nach Maßgabe der EG-Richtlinie 2007/46/EG vom April 2009 in Verbindung mit der EU-Verordnung 2011/678/EU von Juli 2011. Diese wird in den Zulassungsdokumenten als „4-rädr. Fz. 400 o. 550 kg“ bezeichnet.

## Grundlegendes, Einordnung der Klasse L7e ins System der EG-Fahrzeugklassen
Während die aktuelle Richtlinie Bestimmungen für Kraftfahrzeuge zur Personenbeförderung (Fahrzeugklasse M) und zur Güterbeförderung (Fahrzeugklasse N) sowie deren Anhänger (Fahrzeugklasse O) festgelegt, werden seit Anfang 2013 außerdem die EU-Verordnung 2013/167/EU Land- und forstwirtschaftliche Fahrzeuge als Zugmaschinen (Fahrzeugklassen T und C), Anhänger (Fahrzeugklasse R) und gezogene auswechselbare Geräte (Fahrzeugklasse S) sowie die EU-Verordnung 2013/168/EU leichte ein- und zweispurige Kraftfahrzeuge (Fahrzeugklasse L) klassifiziert.

### Unterklasse der leichten ein- und zweispurigen Kraftfahrzeuge (Fahrzeugklasse L)
Die Unterklasse Leichte ein- und zweispurige Kraftfahrzeuge (Fahrzeugklasse L) bezeichnet zweirädrige oder dreirädrige Kraftfahrzeuge sowie leichte bis schwere vierrädrige Kraftfahrzeuge. Sie sind in der EU-Verordnung 2013/168/EU vom 15. Januar 2013 mit der Fahrzeugklasse L und deren Unterklassen geregelt:
Anwendungsbereich
(1) Diese Verordnung gilt für alle zwei- oder dreirädrigen und vierrädrigen Fahrzeuge gemäß Artikel 4 und Anhang I (im Folgenden „Fahrzeuge der Klasse L“), die dazu bestimmt sind, auf öffentlichen Straßen gefahren zu werden, einschließlich Fahrzeuge, die in einer oder mehreren Stufen ausgelegt und gebaut werden, und für Systeme, Bauteile und selbstständige technische Einheiten sowie für Teile und Ausrüstungen, die für solche Fahrzeuge ausgelegt und gebaut werden.

### Unterklassen der Fahrzeugklasse L
Die Klasse L ist in sieben weitere Unterklassen geteilt, von denen L7e die höchste bildet und wie folgt definiert ist:
Bezeichnung der Klasse und Einstufungskriterien (in der Beschreibung der Anlage XXIX der deutschen StVZO):

„Schweres vierrädriges Kraftfahrzeug, das nicht unter L6e fällt, mit einer Leermasse bis 450 kg (bis 600 kg für Güterbeförderung) ohne Batterien bei Elektrofahrzeugen und maximaler Nutzleistung bis zu 15 kW.
In den Unterklassen unterteilt in
- L7e-A: Schweres Straßen-Quad mit den Unter-Unterklassen
  - L7e-A1: A1 schweres Straßen-Quad,
  - L7e-A2: A2 schweres Straßen-Quad;

- L7e-B: Schweres Gelände-Quad mit den Unter-Unterklassen
  - L7e-B1: Gelände-Quad,
  - L7e-B2: Side-by-Side-Buggy,

- L7e-C: Schweres Vierradmobil mit den Unter-Unterklassen
  - L7e-CU: Schweres Vierradmobil für Güterbeförderung: ausschließlich für die Beförderung von Gütern ausgelegtes Nutzfahrzeug,
  - L7e-CP: Schweres Vierradmobil für Personenbeförderung: ausschließlich für die Beförderung von Personen ausgelegtes Nutzfahrzeug.“

Fahrzeuge der Klassen L6e und L7e werden als Leichtelektromobile (LEM) bezeichnet. Sie unterscheiden sich in einigen technischen Merkmalen, sind von der Bauart her aber grundsätzlich gleich.

## Förderungen
Folgende vereinzelte Förderungen für L7e-Fahrzeuge gibt es auf Länder- bzw. Kommunalebene.
| Bundesland          | Förderung              | Bedingungen                                                         |
| ------------------- | ---------------------- | ------------------------------------------------------------------- |
| Baden-Württemberg   | bis 1.000 Euro         | im Rahmen des „BW-e-Gutschein“                                      |
| Berlin              | 30 %, max. 5.000 Euro  | im Rahmen des Programmes „Wirtschaftsnahe Elektromobilität“ (WELMO) |
| Nordrhein-Westfalen | 40 %, max. 30.000 Euro | kommunal und nicht wirtschaftlich tätig                             |
| Thüringen           | 40 %, max. 8.000 Euro  | kommunale Unternehmen, Genossenschaften, Vereine und Stiftungen     |

| Kommune/Stadt | Förderung             | Frist      |
| ------------- | --------------------- | ---------- |
| München       | 25 %, max. 3.500 Euro | 31.12.2025 |
| Regensburg    | 25 %, max. 3.000 Euro |            |

Eine zunehmende Initiative für die Förderung von Leichtfahrzeugen kommt vom Bundesverband eMobilität (BEM). Dieser hat für den 25. Februar 2022 eine Sonderkommission einberufen, in der interdisziplinär über die Förderung der Fahrzeugklassen L1e–L7e (LEV) beraten wird. Laut BEM ließen sich in Deutschland bis 2035 mindestens fünf Millionen Bestandsfahrzeuge durch Leichtfahrzeuge ersetzen.

## Umweltbonus
Im Gegensatz zu größeren Automobilen waren Leichtelektromobile (unter anderem der Klasse L7e) trotz ihrer höheren Umweltfreundlichkeit von dem von 2016 bis 2023 gezahlten Umweltbonus ausgenommen, was von Mitgliedern der Grünen kritisiert wurde.

## Hersteller von Fahrzeugen mit L7e-Zulassung

Auswahl an Fahrzeugen mit L7e-Zulassung
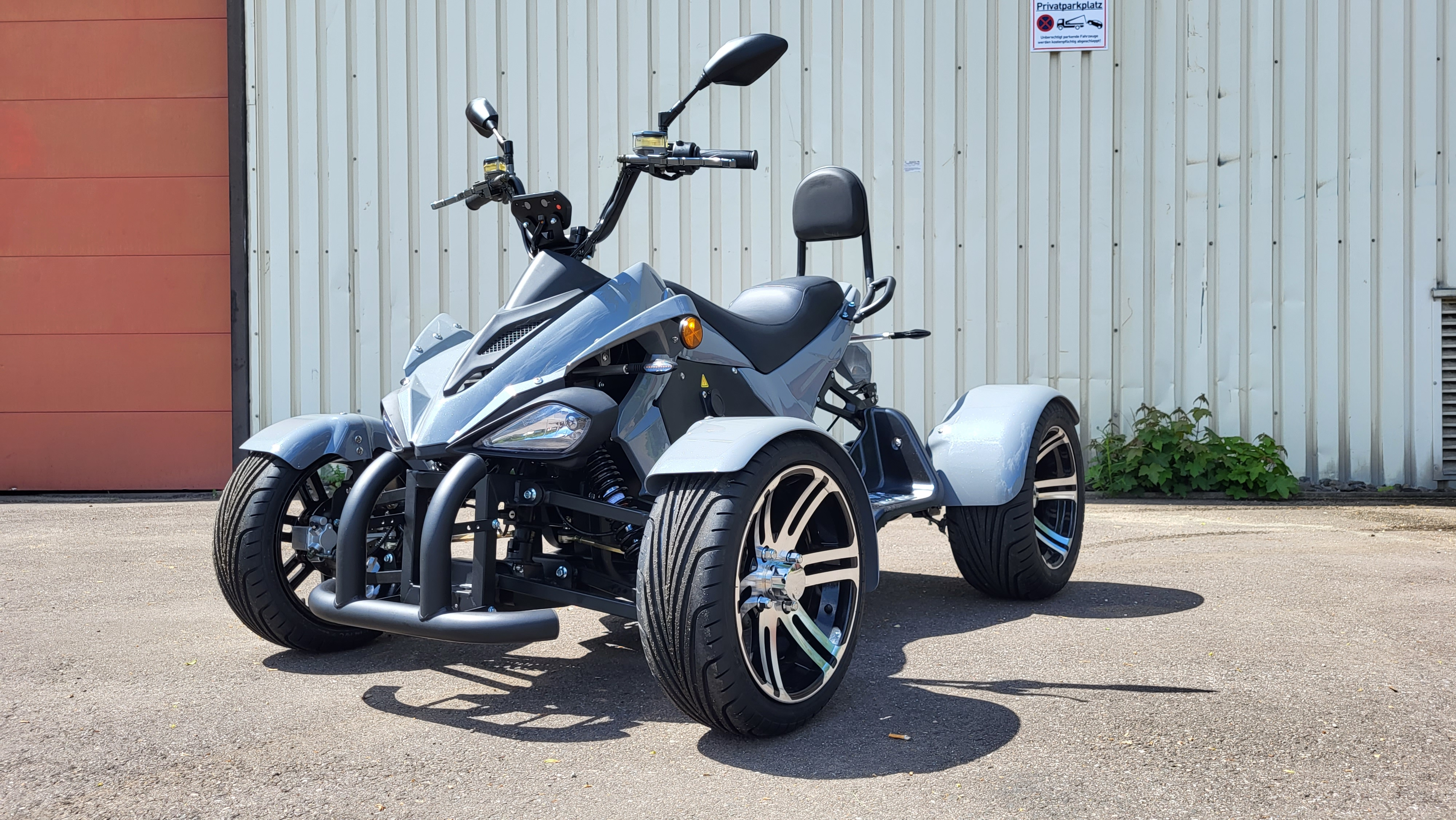
Spy Racing E 8 Quad
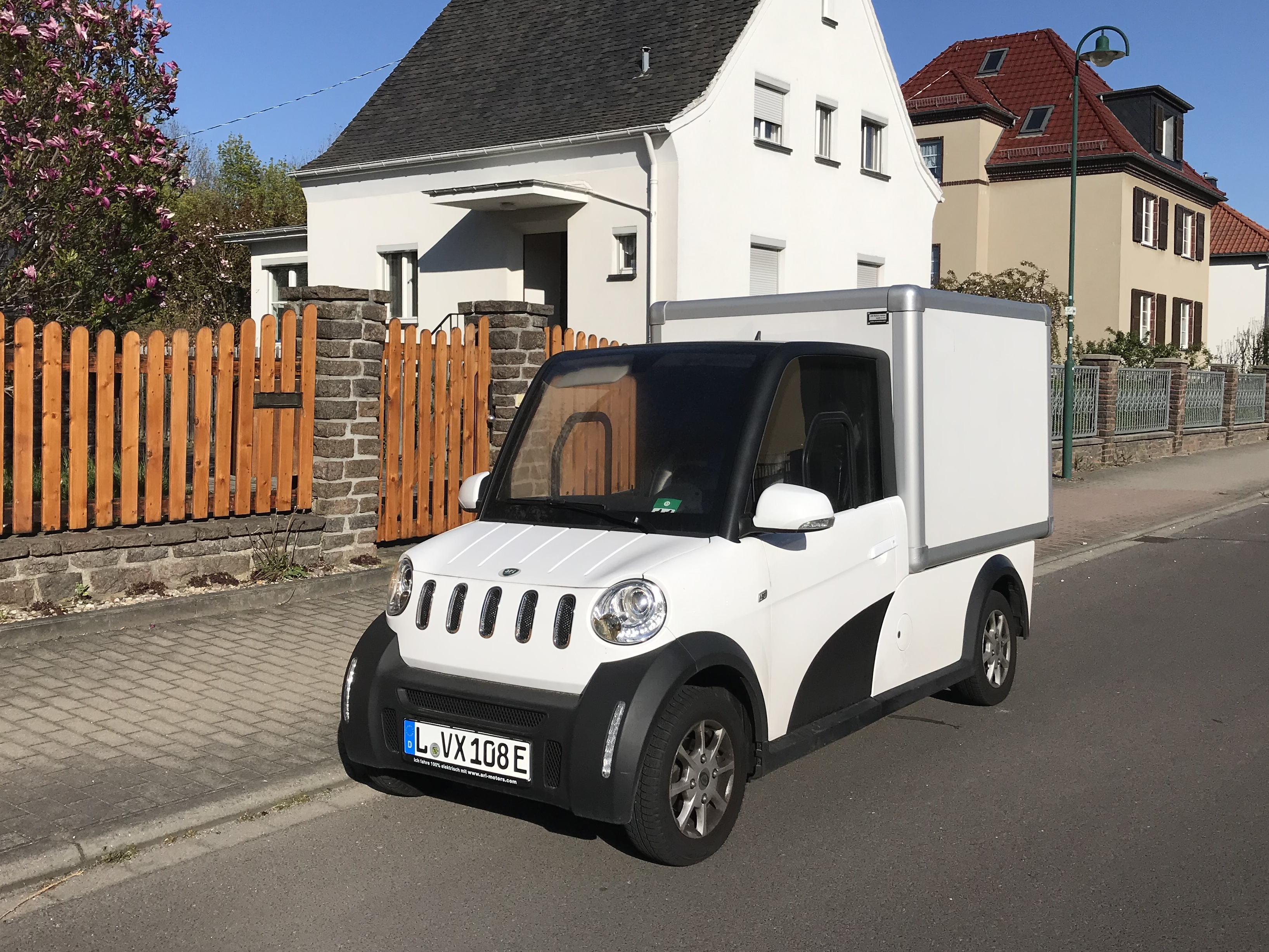
ARI 458 Koffer L
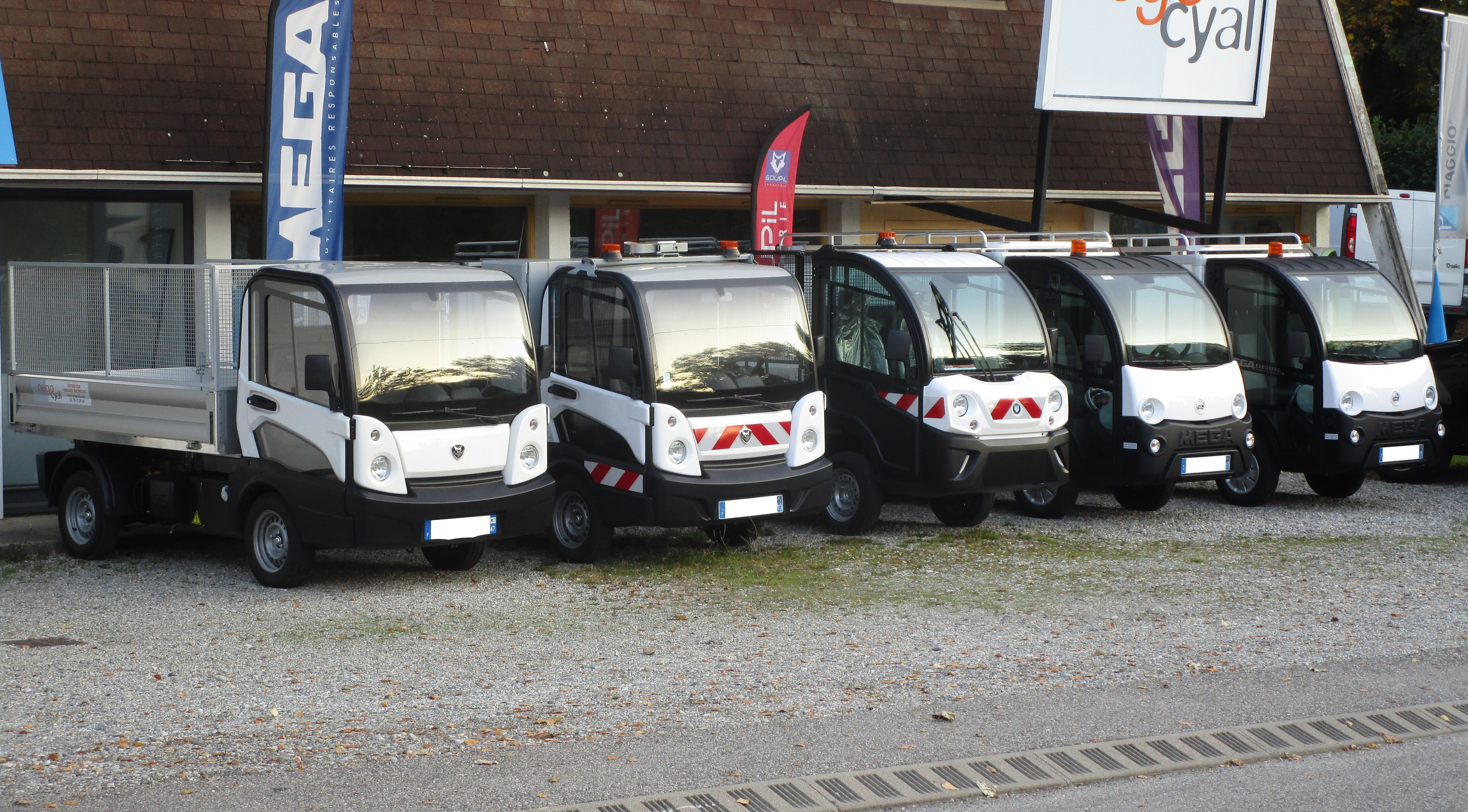
Goupil G4 und G5
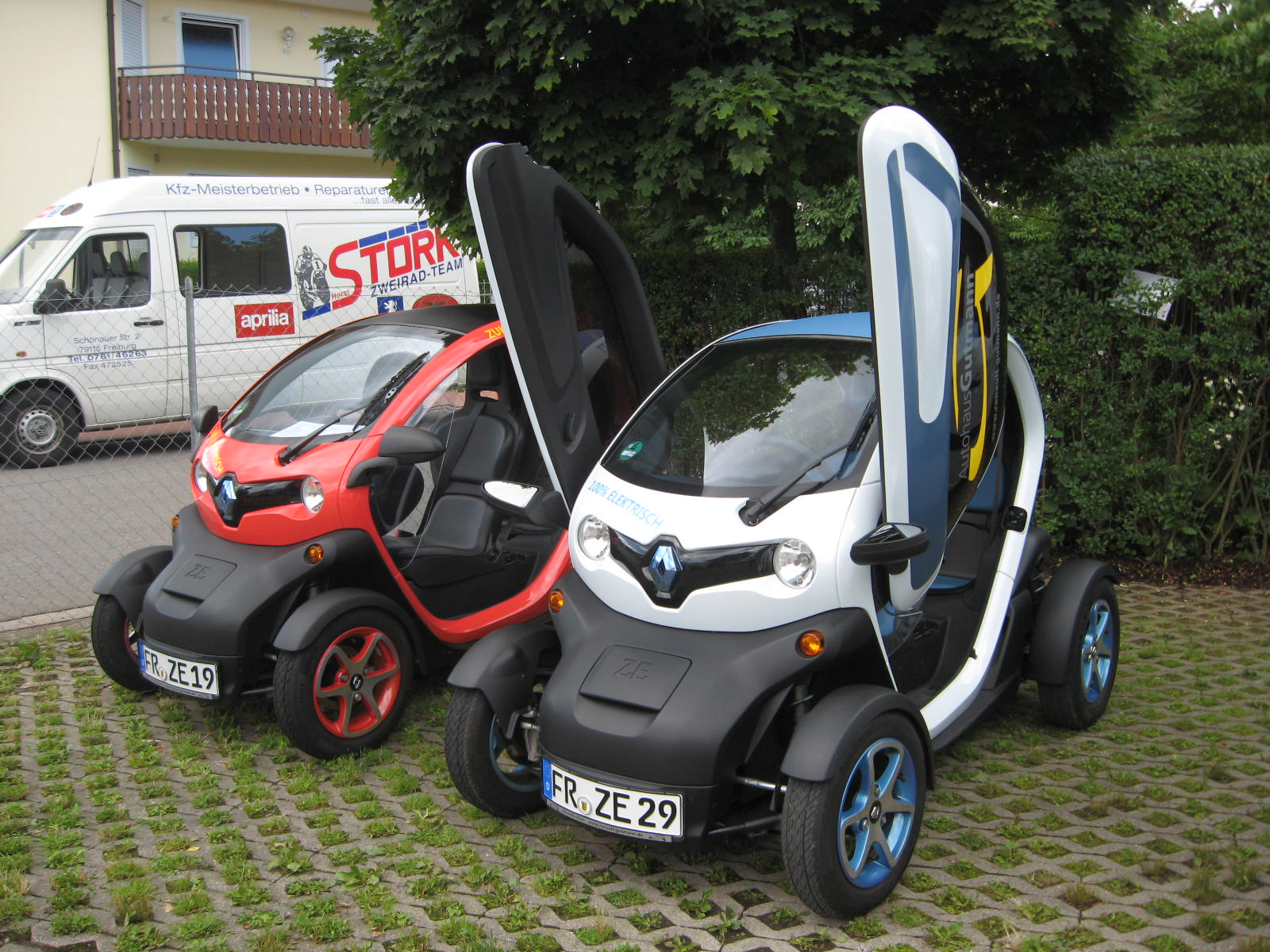
Renault Twizy
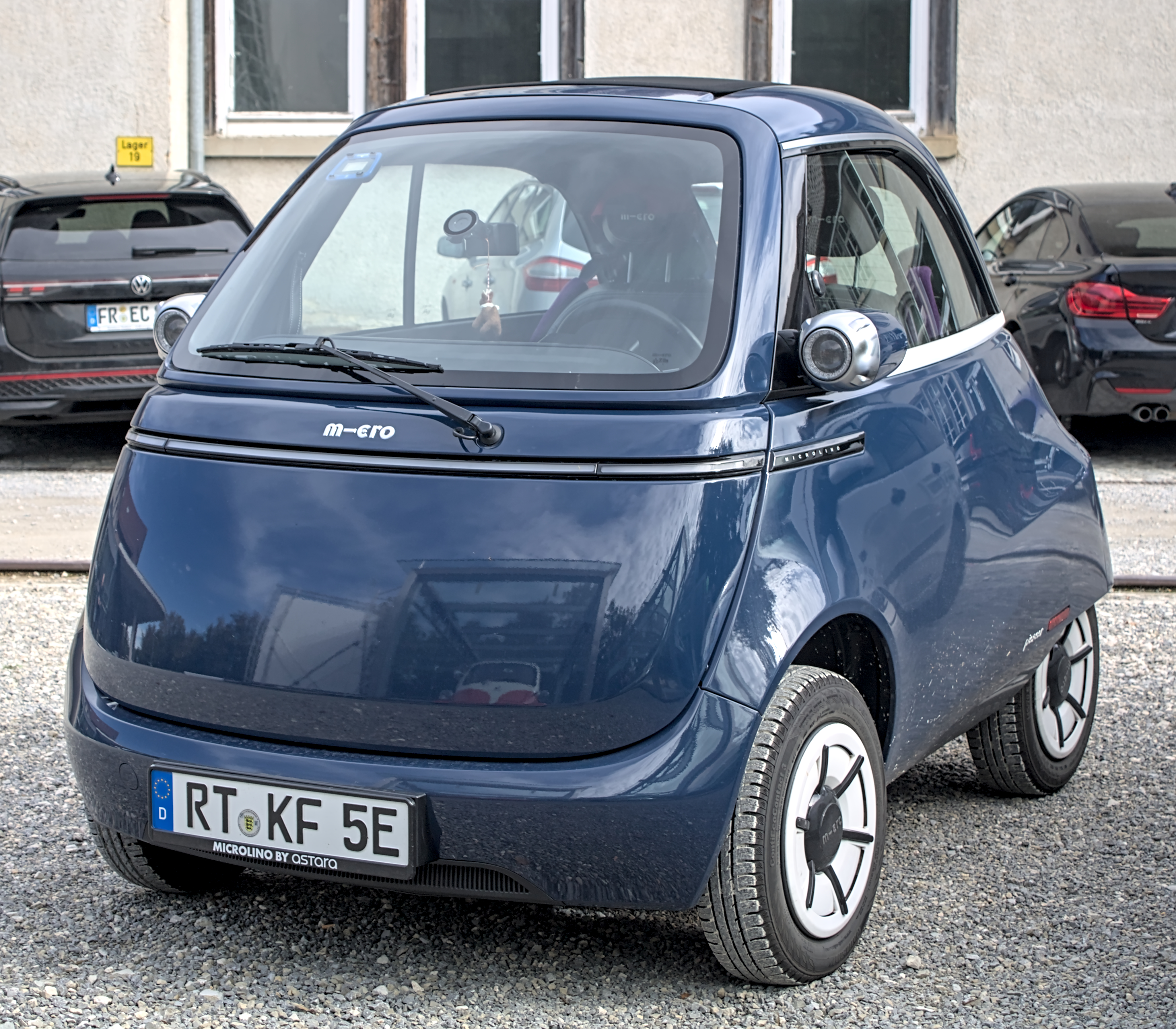
Microlino

| Hersteller         | Modellreihe | Reichweite (größte Batterie) | Sitzplätze | Leermasse         | Höchstgeschwindigkeit | Maximales Ladevolumen | Preise ab (Stand: Januar 2022) |
| ------------------ | ----------- | ---------------------------- | ---------- | ----------------- | --------------------- | --------------------- | ------------------------------ |
| Mahindra           | REVA i      | 050 km                       | 2–4        | 565 kg            | 81 km/h               |                       | Gebrauchtwagen                 |
| Mahindra           | REVA L-ion  | 100 km                       | 2–4        | 425 kg            | 81 km/h               |                       | Gebrauchtwagen                 |
| Spy Racing         | Spy E8 Quad | 141 km                       | 2          | 253 kg            | 90 km/h               |                       | 06.489 Euro                    |
| Geco Automobile    | Cargo XC/XP | 150 km                       | 2          | 604 kg            | 76 km/h               | 2.790 Liter           | 16.490 Euro                    |
| Kaiyun Motors      | Pickman     | 120 km                       | 2          | 710 kg            | 50 km/h               | 0.600 kg              | 12.971 Euro                    |
| ARI Motors         | ARI 458     | 200 km                       | 2          | 604 kg            | 80 km/h               | 2.790 Liter           | 13.700 Euro                    |
| ARI Motors         | ARI 802     | 200 km                       | 2          | 643 kg            | 80 km/h               | 00.20 Liter           | 10.999 Euro                    |
| ARI Motors         | ARI 902     | 110–200 km                   | 2          | 743 kg            | 90 km/h               | 0.766 Liter           | 13.999 Euro                    |
| Goupil             | G4          | 120 km (WLTP)                | 2          | 582 kg            | 50 km/h               | 000k. A.              | 00auf Anfrage                  |
| Microlino          | 2.0         | 230 km                       | 2          | 513 kg            | 90 km/h               | 0.220 Liter           | 12.500 Euro                    |
| Renault            | Twizy       | 090 km                       | 2          | 562 kg            | 80 km/h               | 00.31 Liter           | 12.150 Euro                    |
| Renault            | Twizy Cargo | 100 km (WLTP)                | 1          | 562 kg            | 80 km/h               | 0.156 Liter           | 08.930 Euro                    |
| Tazzari            | Zero City   | 150 km                       | 2          | 450 kg            | 90 km/h               | 0.445 Liter           | 17.490 Euro                    |
| Tropos Motors      | ABLE XT1    | 130 km                       | 2          | 600 kg            | 85 km/h               | 4.500 Liter           | 23.000 Euro (Stand: 2021)      |
| Tropos Motors      | ABLE XT2    | 260 km                       | 2          | 600 kg            | 85 km/h               | 4.500 Liter           | 27.000 Euro (Stand: 2021)      |
| XEV                | Yoyo        | 150 km                       | 2          | 400 kg (o. Batt.) | 80 km/h               | 0.160 Liter           | 13.900 Euro (Stand: 2021)      |
| XEV                | Kitty       | 150 km                       | 2          |                   | 80 km/h               |                       | 00auf Anfrage                  |
| Carver Europe B.V. | Carver S+   | 100 km                       | 2          | 330 kg            | 80 km/h               | 00.75 Liter           | 14.490 Euro                    |
| Carver Europe B.V. | Cargo S+    | 100 km                       | 1          | 330 kg            | 80 km/h               | 0.500 Liter / 170 kg  | 15.113 Euro                    |
| Silence            | S04         | 149 km                       | 2          | 450 kg            | 90 km/h               | 0.247–313 Liter       | 18.070 Euro                    |
| Drive-Electro      | Pony        | 170–220 km                   | 2          | 600 kg            | 90 km/h               | 1.140 Liter           | 13.430 Euro                    |
| Drive-Electro      | Vecturo     | 130–260 km                   | 2          | 600 kg            | 75 km/h               | 3.000 Liter           | 15.960 Euro                    |